# ويليام شارب (طبيب تجانسي)
ويليام شارب (1805-1896) كان جراحًا وطبيبًا إنجليزيًا. يعود الفضل إلى شارب في الدعوة أولاً إلى إنشاء متاحف محلية في بريطانيا ووضع العلوم في مناهج المدارس العامة البريطانية. كان أول مدرس علوم في مدرسة حكومية بريطانية ومن أوائل المدافعين عن المعالجة المثلية.